# Фрэнк Лапидус
Фрэнк Джей Лапидус (англ. Frank J. Lapidus) — персонаж телесериала «Остаться в живых» (производство ABC), его роль исполняет актёр Джефф Фэйи. Лапидус был представлен во 2-й серии 4-го сезона и является частью команды с борта корабля Kahana. Лётчик, который изначально должен был сидеть за штурвалом разбившегося самолёта рейса 815. Он один из немногих во всём мире сам понял, что обломки рейса 815, найденные на дне океана — подделка. Мэттью Аббадон охарактеризовал его как «чертовски хорошего пилота», но также известно, что он — алкоголик. Фрэнк пилотировал вертолёт, на котором с корабля на Остров прибыла научная команда, и смог посадить его, несмотря на повреждения, полученные в грозу. Позже он перевёз и наёмников во главе с Мартином Кими. Фрэнк симпатизировал выжившим и несколько раз помог им. В конце концов, он спас Шестёрку Oceanic. После перемещения Острова Фрэнк остался на корабле Пенелопы. В шестой серии 5 сезона Фрэнк пилотирует рейс 316, и, увидев на борту членов Шестёрки Oceanic, понял, что им предстоит вернуться на Остров. После уничтожения лодки в серии «Кандидат» Фрэнк чуть не погиб, однако, он выжил.

## Биография

### До прибытия на Остров
Фрэнк Лапидус вырос в Бронксе, в Нью-Йорке. Он должен был пилотировать рейс Oceanic 815, но был заменен Сетом Норрисом потому что проспал. Когда Рейс 815 был обнаружен в Зондскогом заливе, Фрэнк связался с горячей линией США по национальной безопасности на транспорте и сказал, что он не верит, что самолёт настоящий, потому что Сет Норрис носит обручальное кольцо, а на трупе его нет.
В какой-то момент после согласования с NTSB, Фрэнк был завербован в качестве пилота вертолёта в организации, к которой принадлежал Мэттью Аббадон.
В ходе совещания между Мэттью и Наоми, Фрэнк был описан как пьяница. («Признаны погибшими»), 2-я серия 4-го сезона)

### На корабле
Перед вылетом, Фрэнк сказал Наоми что он должен быть первым кто высадится на остров, но она отказала ему. Находясь на корабле Фрэнк представился Кевину (на корабле Майкл был под псевдонимом «Кевин Джонсон») и спросил его, почему он здесь. Когда Кевин сказал, что он ищет приключений, Фрэнк сказал ему, что большое приключение в том, что обломки рейса 815 найденные на дне океана является подделкой. («Знакомьтесь, Кевин Джонсон», 8-я серия 4-го сезона) Днями позже Фрэнк летит на остров с научной группой.

### На Острове (дни 91-108)
Несмотря на поломки, Фрэнк удачно сажает вертолёт на Остров, потом пускает сигнальную ракету. Её замечают обе группы. Шарлотта говорит, что необходимо срочно идти туда, но Джон не хочет. В это время к Фрэнку пришла группа Джека. Фрэнк сказал, что посадил вертолёт недалеко. Саид осмотрел вертолёт и сказал, что тот сможет взлететь, но Фрэнк объяснил, что горючего осталось еле дотянуть до корабля, поэтому сильно нагружать его нельзя. Когда Джульет оказывала помощь Фрэнку, тот спросил как её зовут. Она назвала себя. Фрэнк понял, что она местная, потому что он знал список пассажиров. («Признаны погибшими»), 2-я серия 4-го сезона) После, Фрэнк собрался лететь обратно на корабль, но горючего было очень мало и лететь может только несколько человек. Саид попросил взять его с собой, в обмен на то, что он вернёт Шарлотту. Саид выполнил обещание, вернув девушку. Фрэнк взлетает на вертолёте вместе с трупом Наоми, Десмондом и Саидом. («Экономист»), 3-я серия 4-го сезона)
Когда они прилетели на корабль, к Фрэнку подошли Кими и Омар. Они спросили о Саиде и Десмонде. Фрэнк ответил, что они выжившие с острова. Кими остался недовольным. После ссоры с Мартином, они направились вниз в лазарет и дали Десмонду телефон, чтобы поговорить с Дэниелом, который был на острове. Однако Рэй нажал сигнальную кнопку, и Кими взял телефон из рук Десмонда. А Омар рассказал про всё Капитану Гольту. («Константа»)
Вскоре после этого, Фрэнк полетел с наёмниками на остров. («Счастливая привычная жизнь»)
После нападения дымового монстра на отряд Кими, Фрэнк убежал в джунгли. Там он наткнулся на Майлза, Сойера, Клер и Аарона. Он предупредил их, что Кими движется в их направлении. Фрэнк сказал им спрятаться, иначе наёмники убьют их. Когда прибыла команда Кими, Фрэнк был обеспокоен травмой одного из мужчин, но Кими предупредил его, что они просто делают своё дело. Мартин сказал, что надо вернуться на корабль. Вдруг Кими услышал крик Аарона, но Фрэнк отвлёк его прежде чем он смог понять, какой это был звук. После они улетели, оставив Майлза, Сойера, Клер и Аарона в безопасности. («Счастливая привычная жизнь»)
Фрэнк с наёмниками вернулись на корабль. Позже он помогал Майклу освободится от наручников. Он спросил Майкла, почему он никогда не говорил ему, что он выживший с рейса 815, и что он был одним из немногих людей, которые бы не поверил ему. Фрэнк рассказал, что владелец корабля, был тот, кто поставил поддельные обломки. Позже Фрэнк не хотел везти Кими и его команду обратно на остров, думая, что он убьет всех. В ответ на это, Кими перерезал горло доктору Рэю и бросил его тело за борт. Затем он предупредил Фрэнка, что если он не отправит их на остров, он убьет кого-то в течение тридцати секунд. Капитан Гольт прервал их разговор, сказав что он главный. Он спросил, что привязано к руке Кими, но тот вытащил пистолет и выстрелил в капитана. На руке Кими была бомба, которая действует от биения его сердца. Фрэнк соглашается лететь.
Фрэнк посадил вертолёт недалеко от станции «Орхидея». Кими приковал Фрэнка наручниками к вертолёту. Некоторое время спустя, Джек и Сойер нашли Фрэнка и дали ему ключ, чтобы он освободился, а он сказал им где Кими. После происходит перестрелка, в вертолёт попадают несколько пуль, поэтому происходит утечка горючего. Выжившие залезают и вертолёт поднимается. По пути оттуда выпрыгивает Сойер, чтобы облегчить вес. Они садятся на корабль, чтобы заправиться, но тут они узнают, что на корабле бомба. Все садятся и вертолёт взлетает. Корабль взрывается, что приводит всех находившихся на нём (кроме Джина) к смерти.
Когда горючее кончилось, выжившие сели на шлюпку. После чего их нашла Пенни на своей яхте. Там они договорились, что остров и всё связаное с ним должно остаться в тайне от всего мира.

### После Острова
Покинув остров Фрэнк начал работать пилотом в авиакомпании Ajira Airways. Именно ему поручили пилотировать рейс 316, на котором Шестёрка Ошеаник собралась вернуться на Остров. Перед взлётом он увидел всех членов шестёрки и понял, что им предстоит вернуться. («316», 6-я серия 5-го сезона)

### Возвращение на Остров
Самолёт падает на остров. Почти все пассажиры остаются в живых. После он помогает Сун добраться до главного Острова и не советует ей идти с мертвецом (Локк) и убийцей (Бен). Сун, вырубив Бена пошла с Фрэнком к Баракам, где они встретили Кристиана, который дал им указания. Когда Сун вернулась к Локу и Бену, Фрэнк вернулся к выжившим с рейса 316, но они его вырубили и взяли в плен. («Мёртвый — значит мертвый») Илана и остальные выжившие с рейса 316 привозят Фрэнка на главный Остров. Когда он очнулся они ему показали, что лежит в железном ящике, Фрэнк с удивлением произнес: «Где вы его нашли?». Потом к Илане подошел Брэм, спросив зачем им Фрэнк, на что Илана ему ответила: «Он нам нужен, потому что он является кандидатом»… Когда их группа сожгла хижину Джейкоба, они пошли к Другим, находящимя около статуи, где их встретил Ричард. Они рассказали им, что Локк — самозванец, а в ящике труп настоящего. («Инцидент»)
После событий у статуи, Фрэнк вместе с Иланой, Сун и Беном отправился к Храму. Отыскав в храме Майлза, они, спасаясь от Чёрного Дыма, ушли на пляж. После смерти Иланы и уничтожения Чёрной Скалы, Лапидус присоединился к Хьюго, Джеку и Сун. После воссоединения с группой ЛжеЛокка, участвовал в краже яхты. Затем на яхте с Сойером, Кейт, Хьюго, Сун и Клер приплыл на остров Гидра и вместе со всеми оказался в плену у Уидмора. Позже, при краже подлодки, держал под прицелом капитана. Когда взорвалась бомба, был оглушен металлической дверью, сорванной под сильным давлением воды. Фрэнк потерял сознание, но спасся. После его подобрали на лодке Майлз и Ричард и вместе они направились на другой остров. Во время старта полета к ним присоединились Клер, Сойер и Кейт. Последний кадр с Фрэнком был при полете самолёта.